# Psychrolutes subspinosus
Psychrolutes subspinosus är en fiskart som först beskrevs av Jensen 1902.  Psychrolutes subspinosus ingår i släktet Psychrolutes och familjen paddulkar. Inga underarter finns listade i Catalogue of Life.